# 老鷹想飛
老鷹想飛，(英文：Fly, Kite Fly)，由梁皆得導演所執導的紀錄片。以「老鷹先生」沈振中老師追索老鷹生態的生涯歷程為影片核心，探討台灣黑鳶的生態處境。

## 簡介
「老鷹先生」沈振中原為生物教師，投入觀察黑鳶生態的工作，1991年發現基隆外木山黑鳶群體因棲地遭受破壞而消失，觸動他發心，毅然決然放棄穩定的教職，全力投入觀察工作。他家徒四壁，靠著家族成員的支持，堅苦卓絕從事黑鳶保育工作，長達20年，直至2011年退休。
經由台灣猛禽研究會支持，由研究者林惠珊帶領著原先參與的調查員、國立屏東科技大學野生動物保育研究所鳥類生態研究室的研究生及猛禽研究會會員等等，繼續普查黑鳶的族群，研究其生態行為。

## 製作
梁皆得從1992年開始，便使用16mm電影底片記錄沈振中追尋黑鳶生態的點滴，長達20餘年之久。2013年由惠朋國際集團贊助下完成後製工作。。

## 教育推廣
「老鷹想飛」於2015年11月20日於院線上映。在2014年4月25日起，臺北市動物保護處便與台灣猛禽研究會合作，於國立臺灣師範大學播映「校園版」，而後相繼於國立清華大學、國立成功大學、國立嘉義大學、國立中興大學、國立臺灣大學、大葉大學、國立屏東科技大學播映。並持續在各公私立機構、校園中辦理巡迴播映及演講。
屏東縣國際綠色影展於2015年10月24日播映，由於片中報導老鷹族群因為捕食因農藥死亡的鳥類，自身也因此中毒而死，當地農友林清源開始種植無毒紅豆，成立三十公頃的示範區，屏東縣長潘孟安、屏科大野保所鳥類生態研究室研究助理林惠珊都表達感謝之意。「老鷹想飛」於2015年11月15日於基隆秀泰影城舉行特映會，基隆市長林右昌宣布將購買公播版，提供全市中小學播映，也將在各個社會教育場合播放。。
台北市北投區大屯國小二年級學生陳冠聿看完電影《老鷹想飛》預告，感動的哭了，又聽說因為票房不好即將下檔，主動跟班導師說：「我想寫信請郭台銘幫忙。」，同班同學們也紛紛寫信給郭。2016年1月4日，鴻海董事長郭台銘接見這些大屯國小的學生，並召開記者會公佈，將買下本片的公播權，供當年全台國中小學的學生觀看。

## 獲獎
第12屆世界自然・野生生物映祭「環境保護獎」

## 外部連結
- 互联网电影数据库（IMDb）上《老鷹想飛》的资料（英文）
- 豆瓣电影上《老鷹想飛》的資料 （简体中文）